# Koritnik (Republika Serbska)
Koritnik (cyr. Коритник) – wieś w Bośni i Hercegowinie, w Republice Serbskiej, w gminie Višegrad. W 2013 roku liczyła 68 mieszkańców.